# Unión (Falcón)
Unión is een gemeente in de Venezolaanse staat Falcón. De gemeente telt 17.700 inwoners. De hoofdplaats is Santa Cruz de Bucaral.